# Adam Bielan
Adam Jerzy Bielan (ur. 12 września 1974 w Gdańsku) – polski polityk. Przewodniczący Niezależnego Zrzeszenia Studentów (1996–1998), poseł na Sejm III i IV kadencji (1997–2004), poseł do Parlamentu Europejskiego V, VI, VII, IX i X kadencji (2004–2014, od 2019), wiceprzewodniczący Parlamentu Europejskiego VI kadencji (2007–2009), rzecznik prasowy Prawa i Sprawiedliwości (2002–2010), senator i wicemarszałek Senatu IX kadencji (2015–2019).

## Życiorys
Absolwent IX Liceum Ogólnokształcącego w Gdańsku. Podjął następnie studia z zakresu stosunków międzynarodowych w Szkole Głównej Handlowej w Warszawie, których nie ukończył.
W latach 1996–1998 był przewodniczącym Niezależnego Zrzeszenia Studentów. Od 1999 do 2000 zajmował stanowisko wiceprzewodniczącego międzynarodowej organizacji studenckiej European Democrat Students. W 2012 został członkiem rady Fundacji Tradycja i Nowoczesność.
W wyborach w 1997 uzyskał mandat posła III kadencji z listy krajowej Akcji Wyborczej Solidarność. Należał następnie do Stronnictwa Konserwatywno-Ludowego (1998–2001) i Przymierza Prawicy (2001–2002). W 2001 po raz drugi uzyskał mandat poselski z listy Prawa i Sprawiedliwości w okręgu chrzanowskim. W 2002 został członkiem PiS, pełnił funkcję rzecznika prasowego tej partii. Od 2003 był obserwatorem w PE, a od maja do lipca 2004 wykonywał obowiązki europosła V kadencji w ramach delegacji krajowej.
W wyborach w 2004 został wybrany do Parlamentu Europejskiego z okręgu obejmującego województwa małopolskie i świętokrzyskie. W PE VI kadencji przystąpił do grupy Unii na rzecz Europy Narodów. 16 stycznia 2007 został wiceprzewodniczącym Parlamentu Europejskiego tej kadencji. W 2009 skutecznie ubiegał się o reelekcję z okręgu mazowieckiego (przystąpił do nowo powstałej grupy Europejscy Konserwatyści i Reformatorzy, będąc do 2011 jej wiceprzewodniczącym). W listopadzie 2010 wystąpił z PiS i związał się z ugrupowaniem Polska Jest Najważniejsza, z którego został wykluczony 18 marca 2011 (nie przystąpił do partii). 20 stycznia 2014 ogłosił przystąpienie do Polski Razem. Bezskutecznie z listy tej partii ubiegał się o europarlamentarną reelekcję. 26 kwietnia 2015 został jednym z wiceprezesów ugrupowania.
W 2015 wystartował do Senatu, z ramienia komitetu PiS (jako przedstawiciel Polski Razem) w okręgu nr 50. Uzyskał mandat senatora IX kadencji, otrzymując 77 912 głosów. 12 listopada 2015 wybrany na wicemarszałka Senatu IX kadencji. 4 listopada 2017, po przekształceniu Polski Razem w Porozumienie, stanął na czele Konwencji Krajowej tej partii. W 2019 został ponownie wybrany do Parlamentu Europejskiego, startując z list PiS z okręgu mazowieckiego.
Na początku lutego 2021 doszło do sporu wewnątrzpartyjnego w Porozumieniu. Prezydium partii skupione wokół Jarosława Gowina zawiesiło Adama Bielana w prawach członka partii. Część działaczy Porozumienia, w tym poseł Kamil Bortniczuk, uznała tę uchwałę za bezskuteczną. Część stwierdziła też, że kadencja Jarosława Gowina na funkcji prezesa upłynęła w 2018, co według statutu oznaczało, iż to Adam Bielan jako przewodniczący konwencji krajowej został pełniącym obowiązki prezesa Porozumienia. 5 lutego 2021 Adam Bielan i Kamil Bortniczuk zostali wykluczeni z Porozumienia decyzją władz partii zatwierdzoną przez sąd koleżeński. W marcu 2021 Sąd Okręgowy w Warszawie zwrócił wniosek Adama Bielana o dokonanie zmian w ewidencji partii politycznych polegający na wpisaniu go jako pełniącego obowiązki prezesa partii, uznając wnioskodawcę za osobę nieuprawnioną.
W czerwcu 2021 został liderem nowo powstałej Partii Republikańskiej. We wrześniu tegoż roku na kongresie założycielskim wybrany na prezesa tego ugrupowania. W grudniu 2023 jego ugrupowanie przyłączyło się do Prawa i Sprawiedliwości, a Adam Bielan wszedł w skład komitetu politycznego PiS.
W 2024 utrzymał mandat posła do Parlamentu Europejskiego na X kadencję, zdobywając 90 690 głosów.

## Wyniki w wyborach ogólnopolskich
| Wybory | Komitet wyborczy                  | Komitet wyborczy           | Organ                              | Okręg            | Wynik           |
| ------ | --------------------------------- | -------------------------- | ---------------------------------- | ---------------- | --------------- |
| 1997   |                                   | Akcja Wyborcza Solidarność | Sejm III kadencji                  | nr 1             | 886 (0,11%)     |
| 2001   |                                   | Prawo i Sprawiedliwość     | Sejm IV kadencji                   | nr 12            | 7063 (3,25%)    |
| 2004   | Parlament Europejski VI kadencji  | Prawo i Sprawiedliwość     | nr 10                              | 71 497 (9,84%)   |                 |
| 2009   | Parlament Europejski VII kadencji | Prawo i Sprawiedliwość     | nr 5                               | 61 305 (15,79%)  |                 |
| 2014   |                                   | Polska Razem               | Parlament Europejski VIII kadencji | nr 10            | 3445 (0,38%)    |
| 2015   |                                   | Prawo i Sprawiedliwość     | Senat IX kadencji                  | nr 50            | 77 912 (43,52%) |
| 2019   | Parlament Europejski IX kadencji  | Prawo i Sprawiedliwość     | nr 5                               | 207 845 (24,43%) |                 |
| 2024   | Parlament Europejski X kadencji   | Prawo i Sprawiedliwość     | nr 5                               | 90 690 (12,62%)  |                 |

## Życie prywatne
Dwukrotnie żonaty; pierwszy związek małżeński zakończył się rozwodem.

## Odznaczenia
Odznaczony ukraińskim Orderem Za Zasługi III stopnia (2008).